# Thorogobius

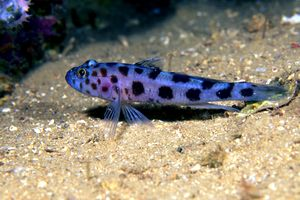
Thorogobius ephippiatus

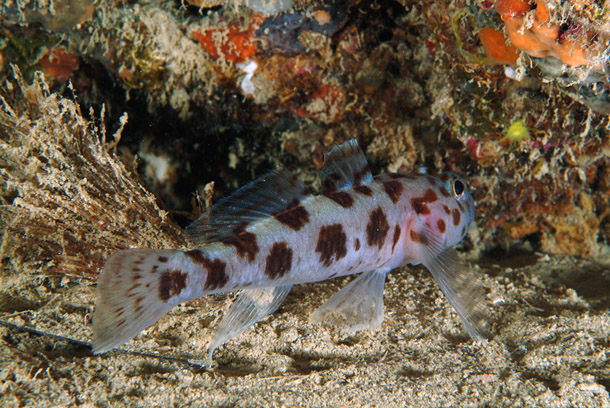
Thorogobius ephippiatus

Thorogobius é um género de peixe da família Gobiidae e da ordem Perciformes.

## Espécies
- Thorogobius angolensis (Norman, 1935)[3]
- Thorogobius ephippiatus (Lowe, 1839)[4]
- Thorogobius macrolepis (Kolombatovic, 1891)[5]
- Thorogobius rofeni (Miller, 1988)[6][7][8][9][10][11][12][13]